# Ungerdorf
Ungerdorf település Ausztriában, Stájerország tartományban, a Weizi járásban. 2015 óta Gleisdorf része. Tengerszint feletti magassága 387 méter, területe 5,02 km². Lakosainak száma 866 fő.